# Jim Gibbons (amerykański polityk)
Jim Gibbons, właśc. James Arthur Gibbons (ur. 16 grudnia 1944 w Sparks) – amerykański polityk, członek Partii Republikańskiej. Od 1 stycznia 2007 do 3 stycznia 2011 pełnił urząd gubernatora stanu Nevada. Wcześniej przez blisko dziesięć lat zasiadał w Izbie Reprezentantów USA.
Studiował geologię na University of Nevada, Reno. W 1967 przerwał studia na cztery lata, aby wziąć udział w wojnie wietnamskiej, w czasie której walczył w szeregach United States Air Force. Po powrocie z wojny dokończył cywilne studia i kontynuował edukację na Southwestern Law School (gdzie uzyskał dyplom z prawa) i University of Southern California. W 1975 dołączył do Gwardii Narodowej Nevady. Zdobywał kolejne szlify jako pilot wojskowy, aż w 1990 doszedł do stanowiska zastępcy dowódcy lotnictwa Gwardii Narodowej w Nevadzie (w stopniu pułkownika). Pełniąc tę funkcję, brał udział w I wojnie w Zatoce Perskiej. Równolegle (korzystając z faktu, że Gwardia Narodowa jest formacją ochotniczą, której żołnierze spędzają w jednostkach tylko wybrane dni) pracował w cywilu, początkowo jako prawnik, później jako pilot samolotów pasażerskich Western Airlines i Delta Air Lines, a następnie jako hydrolog i geolog.
W 1989 został wybrany do Zgromadzenia Nevady, co stanowiło dla niego początek kariery politycznej. W 1993 opuścił Zgromadzenie, a rok później bez powodzenia kandydował na gubernatora Nevady. W 1996 uzyskał mandat w federalnej Izbie Reprezentantów, jako przedstawiciel 2. okręgu wyborczego w Nevadzie. Zasiadał w Kongresie do 2006 roku, pełniąc m.in. funkcję przewodniczącego komitetu ds. zasobów naturalnych. Pod koniec roku 2004 ogłosił, że zamiast ubiegać się o kolejną reelekcję do Kongresu, ponownie będzie starał się o urząd gubernatora swego rodzinnego stanu. W sierpniu 2006 wygrał republikańskie prawybory, a w listopadzie tego samego roku pokonał we właściwych wyborach kandydatkę Demokratów Dinę Titus.
Kadencja Gibbonsa jako gubernatora upłynęła pod znakiem licznych kontrowersji i skandali. Już w czasie kampanii wyborczej ujawniono, że w latach 90. zatrudniał nielegalną imigrantkę z Peru jako nianię i gosposię. Okazało się także, że jedno z jego przemówień z 2005 roku było plagiatem wcześniejszego wystąpienia wysokiej rangi urzędniczki ze stanu Alabama. W czasie tej samej kampanii pewna kobieta oskarżyła Gibbonsa o molestowanie seksualne na publicznym parkingu (on sam tłumaczył, że pomagał jej tylko naprawić samochód). Dodatkowo na kandydata na gubernatora posypały się oskarżenia, iż wykorzystywał swoje wpływy i kontakty, aby zatuszować sprawę. Ostatecznie sprawa karna została umorzona, ale do dziś trwa wytoczony mu przez rzekomą ofiarę proces cywilny. Został także oskarżony przez dziennikarzy The Wall Street Journal o promowanie w Kongresie przepisów korzystnych dla biznesmena Warrena Treppa, który przekazał 100 000 dolarów na jego kampanię wyborczą i dodatkowo zafundował Gibbonsowi luksusowe wakacje za kolejnych 10 000 dolarów. To ostatnie świadczenie nie zostało przez Gibbonsa wykazane w parlamentarnym rejestrze korzyści.
Dodatkowym źródłem kłopotów gubernatora była jego szeroko relacjonowana w mediach sprawa rozwodowa. Wniosek do sądu złożyła w tej sprawie jego żona Dawn. Z ujawnionych później dokumentów sądowych wynika, iż już w trakcie swego urzędowania jako gubernator, Gibbons nawiązał romans z żoną znajomego lekarza. W ciągu zaledwie dwóch miesięcy miał do niej wysłać 860 sms-ów, w dodatku z telefonu opłacanego z pieniędzy podatników. Miał także być związany z byłą modelką magazynu Playboy. Kontrowersje wywołała też decyzja gubernatora, aby na czas sprawy rozwodowej wyprowadzić się ze swojej oficjalnej rezydencji w Carson City (gdzie pozostała jego żona) i zamieszkać w swym prywatnym domu w Reno. Stanowiło to naruszenie prawa stanowego, zgodnie z którym urzędujący gubernator ma obowiązek zamieszkiwać w stolicy stanowej. W lipcu 2010 sprawa rozwodowa zakończyła się na skutek zawartej przez prawników obu stron ugody pozasądowej.
Wydarzenia te sprawiły, iż choć sam gubernator był gotowy ubiegać się o reelekcję, wyborcy biorący udział w przeprowadzonych w lipcu 2010 republikańskich prawyborach jako kandydata partii wskazali innego polityka, byłego sędziego Briana Sandovala. Tym samym urzędowanie Gibbonsa zakończyło się w styczniu 2011.